# Bêtaglobuline

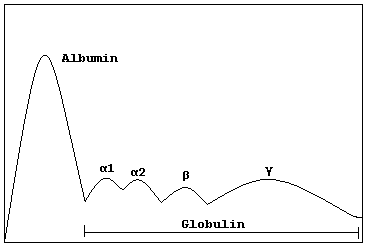
Représentation graphique de la séparation électrophorétique des protéines sériques : les bétaglobulines migrent entre les alphaglobulines et les gammaglobulines.

Les bêtaglobulines sont un groupe de protéines globulaires plasmatiques. Elles sont caractérisées par une mobilité inférieure à celles des alphaglobulines et supérieure à celle des gammaglobulines lors d'une électrophorèse, d'où leur appellation. Ces protéines ont été détectées chez les mammifères et d'autres animaux comme les grenouilles.

## Types
Les principales protéines sanguines sont l'albumine et les globulines, ces dernières étant plus petites et moins nombreuses que l'albumine. Les globulines se divisent en alpha, bêta et gammaglobulines. Les protéines suivantes sont des bêta-globulines :
- Angiostatine (en)
- Bêta-2 microglobuline
- Plasminogène
- Properdine (en)
- Globuline fixant l'hormone sexuelle
- Transferrine[3]

## Électrophorèse
La fractionnement électrophorétique des protéines sanguines ou urinaires montre six fractions classées par ordre de mobilité : préalbumine, albumine, α-globuline, β1-globuline, β2-globuline et γ-globuline.
La concentration moyenne des bêta-globulines dans le sang est inférieure à 0,5 g/dl, tandis que la concentration de l'albumine est d'environ 4,2 g/dl et celle des alpha-globulines de 1,5 g/dl.